# Star Trail

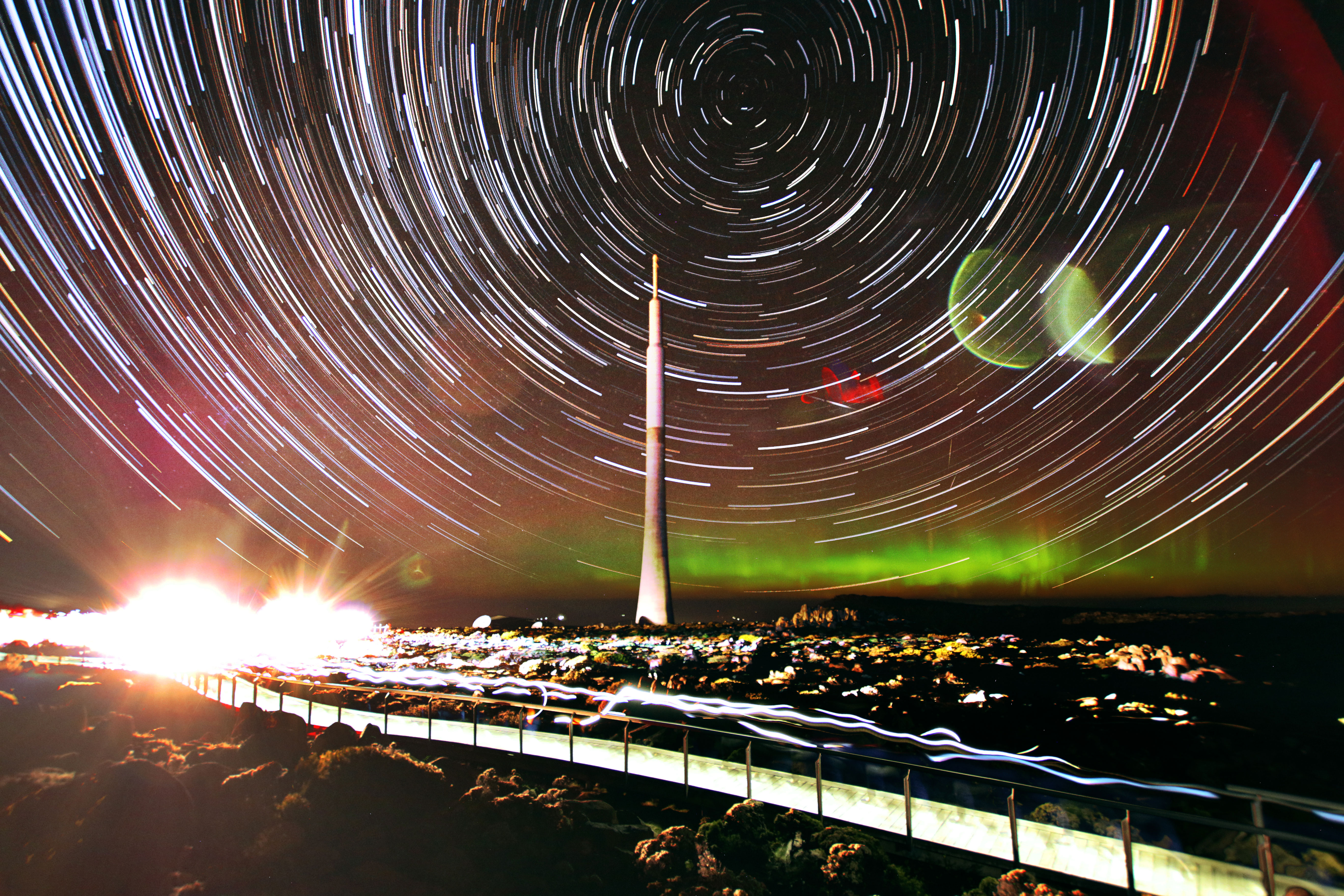
Totes les estrelles en el cel nocturn semblen rodejar el pol celeste (el pol sud a aquesta foto). Durant un període de diverses hores, aquest Moviment diürn moviment aparent deixa rastres d'estrelles. Senda estel·lar fotografiada des de la Muntanya Wellington, Tasmània. Aurora polar visible al fons.

Un rastre, senda o camí estel·lar (de l'anglès, star trail / stɑːr treɪl /; «rastre d'estrelles») és un tipus de fotografia que fa servir llargs temps d'exposició per capturar el moviment aparent de les estrelles en el cel nocturn a causa de la rotació de la Terra. Mostra estrelles individuals com ratlles al llarg de la imatge, amb exposicions més llargues que produeixen arcs més llargs. 

Les velocitats d'obturació típiques per capturar sendes estel·lars varien dels 15 minuts a diverses hores, i cal el mode bulb ("bombeta") de la càmera per obrir l'obturador durant un període més llarg de l'habitual.

Els astrònoms professionals han utilitzat les sendes estel·lars per mesurar la qualitat dels llocs d'observació dels principals telescopis.

## Capturar imatges de rastre d'estrelles

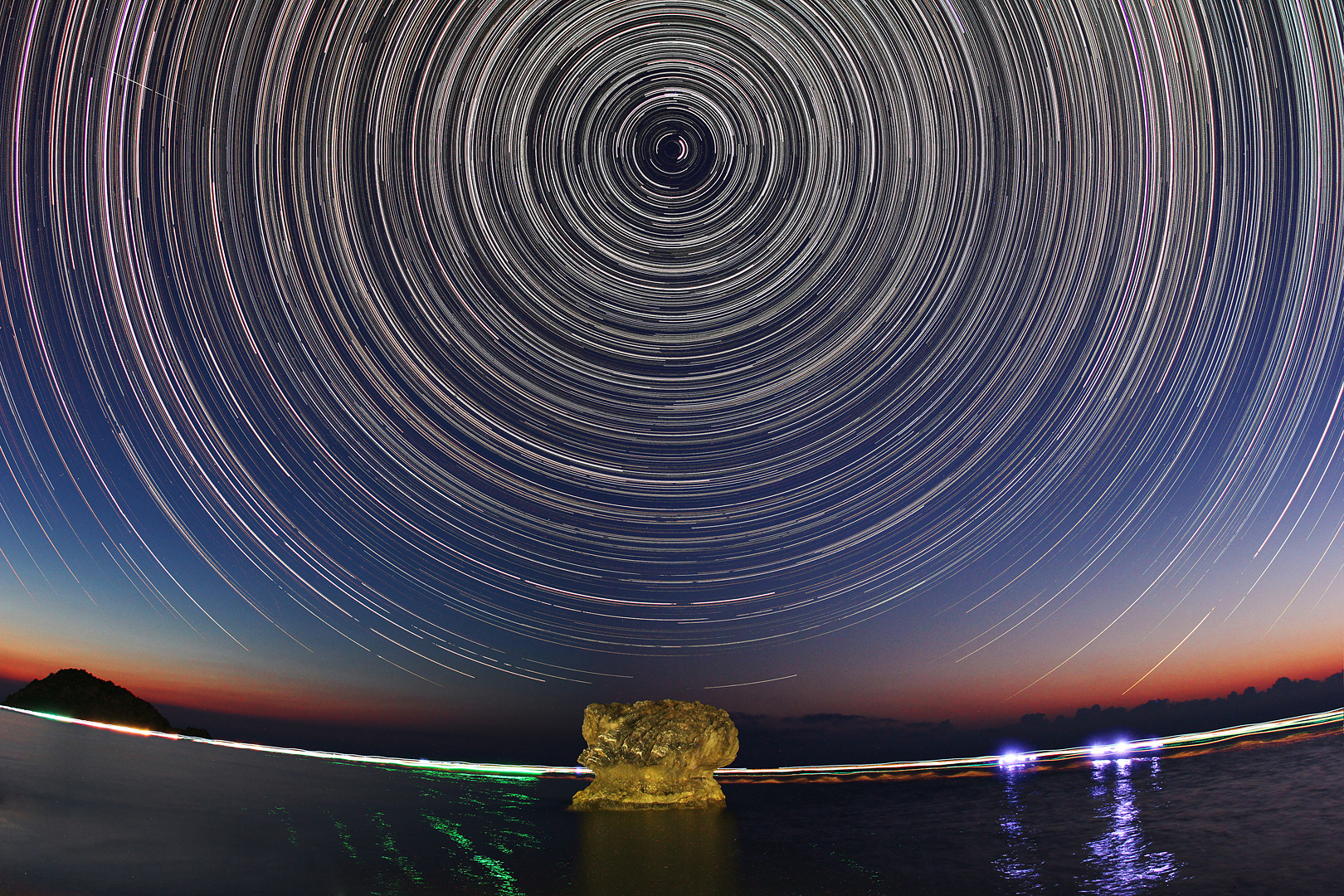
Hemisferi nord. La foto va ser presa a l'illa d'Eubea, Grècia.
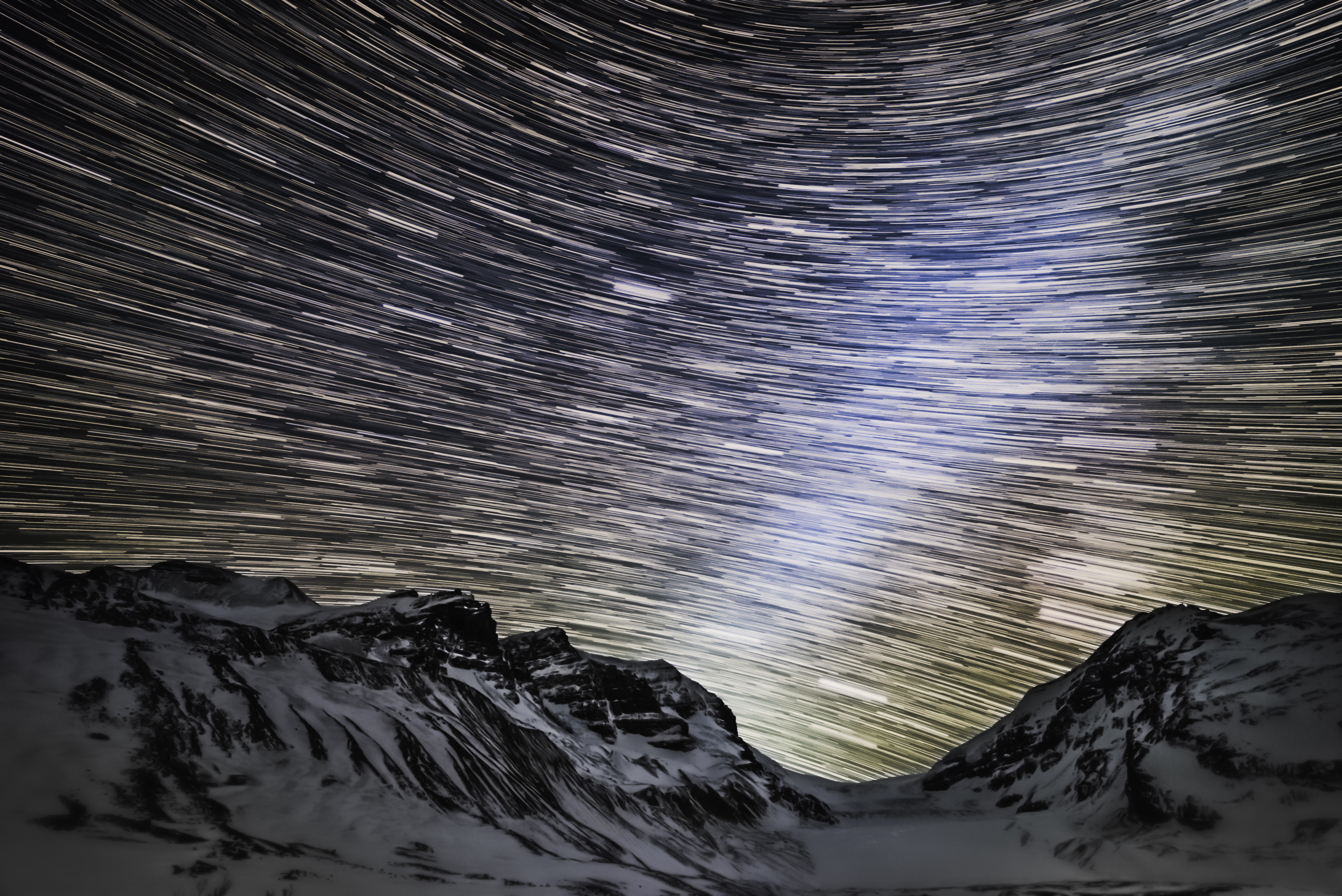
Foto presa apuntant a l'equador celeste en el Glaciar Athabasca.
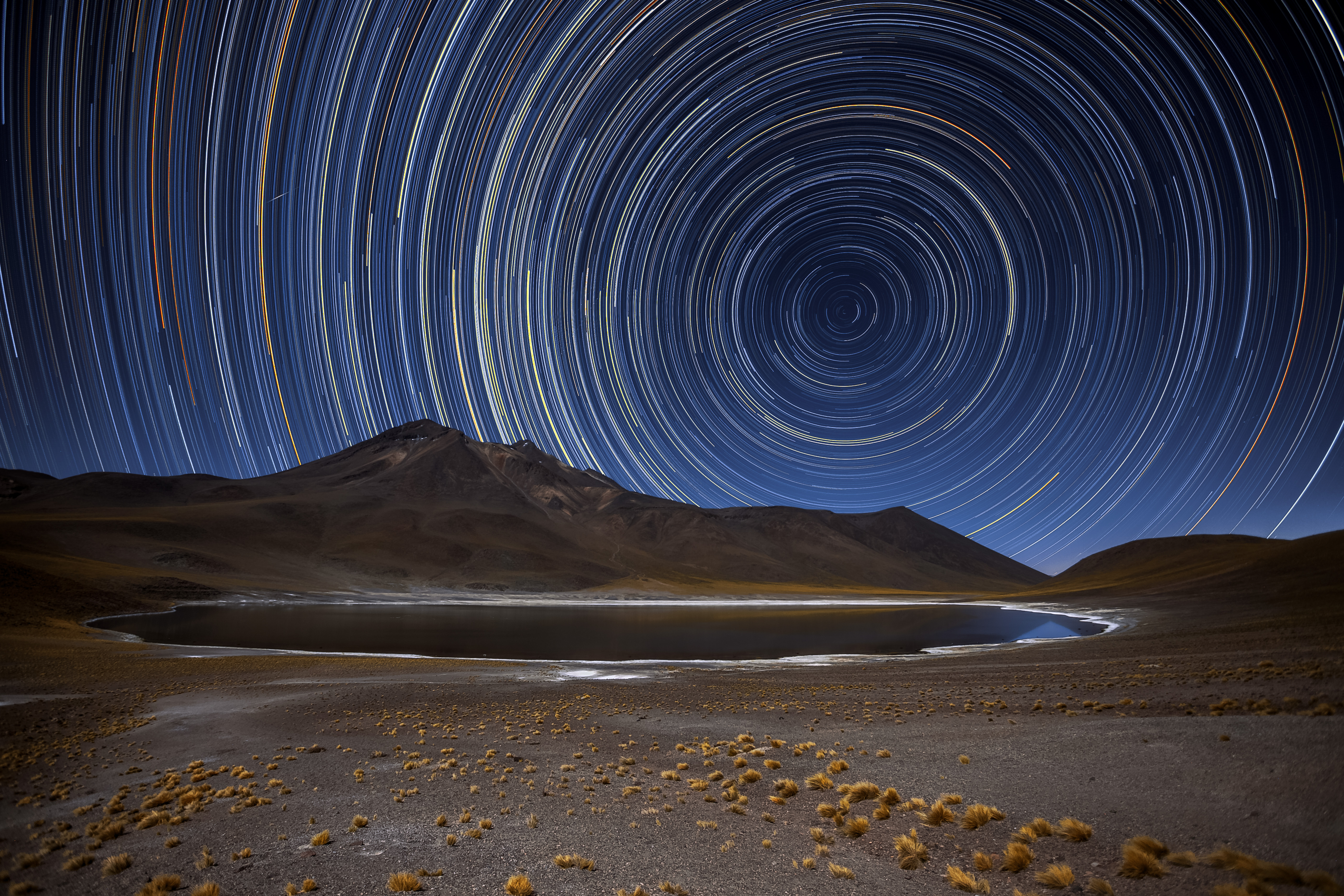
Hemisferi sud. Foto presa al Desert d'Atacama, Xile.

Les fotografies de sendes estel·lars es capturen col·locant una càmera en un trípode, apuntant la lent cap al cel nocturn i permetent que l'obturador es mantingui obert durant un llarg temps. Els rastres d'estrelles es consideren relativament fàcils de crear pels astrofotògrafs aficionats. Els fotògrafs, generalment, fan aquestes imatges usant una càmera rèflex amb l'enfocament de lent establert en infinit. Un disparador de cable permet al fotògraf mantenir l'obturador obert durant el temps desitjat. Els temps d'exposició típics varien de 15 minuts a moltes hores, depenent de la longitud desitjada dels arcs de la trajectòria de les estrelles per la imatge. Tot i que les imatges del rastre d'estrelles es creen en condicions de poca llum, els temps d'exposició prolongats permeten pel·lícules ràpides, com ISO 200 i ISO 400. Per capturar rastres d'estrelles es recomana gran obertura del diafragma, com f5.6 i f4.
A causa que els temps d'exposició per les fotografies de les sendes estel·lars poden durar diverses hores, les bateries de la càmera poden esgotar-se fàcilment. Les càmeres analògiques que no requereixen bateries per obrir i tancar l'obturador tenen un avantatge sobre les càmeres digitals més modernes que depenen de l'energia de la bateria. Un altre problema amb el qual es troben les càmeres digitals és l'augment del soroll del detector a l'augmentar el temps d'exposició
L'astronauta nord-americà Don Pettit va registrar rastres estel·lars amb una càmera digital de l'Estació Espacial Internacional en l'òrbita terrestre entre abril i juny de 2012. Pettit va descriure la seva tècnica de la següent manera: "les imatges de mi star trail les vaig fer prenent una exposició de temps d'aproximadament 10 a 15 minuts. Però amb les càmeres digitals modernes, 30 segons és aproximadament l'exposició més llarga possible, a causa que el soroll del detector electrònic, efectivament, dispara la imatge. Per aconseguir exposicions més llargues faig el que molts astrònoms aficionats. Prenc múltiples exposicions de 30 segons i després les apilo usant un software d'edició d'imatges, el que produeix una exposició més llarga".

## Rotació de la Terra
Les fotografies de les sendes estel·lars són possibles a causa de la rotació de la Terra sobre el seu eix. El moviment aparent de les estrelles es registra en la seva majoria com ratlles corbades en la pel·lícula o detector. Pels observadors en l'hemisferi nord, apuntar la càmera cap al nord crea una imatge amb arcs circulars concèntrics centrats en el pol celeste nord (molt a prop de Polaris). Per aquells en l'hemisferi sud, aquest mateix efecte s'aconsegueix apuntant la càmera cap al sud. En aquest cas, les ratlles de l'arc se centren en el pol celeste sud (a prop de Sigma Octantis). Apuntar la càmera cap a l'est o cap a l'oest mostra ratlles rectes en l'equador celeste, que s'inclina en angle respecte l'horitzó. La mesura angular d'aquesta inclinació depèn de la latitud del fotògraf (L), que és igual a 90° − L

## Experimentació astronòmica
Els astrònoms poden utilitzar les fotografies de la trajectòria de les estrelles per determinar la qualitat d'una ubicació per les observacions del telescopi. Les observacions del rastre d'estrelles de Polaris s'han utilitzat per mesurar la qualitat de la visió en l'atmosfera i les vibracions en els sistemes de muntatge de telescopis. El primer suggeriment resgistrat d'aquesta tècnica és del llibre A Skinner of Celestials Photography de 1931 d'ES Skinner.

## Galeria

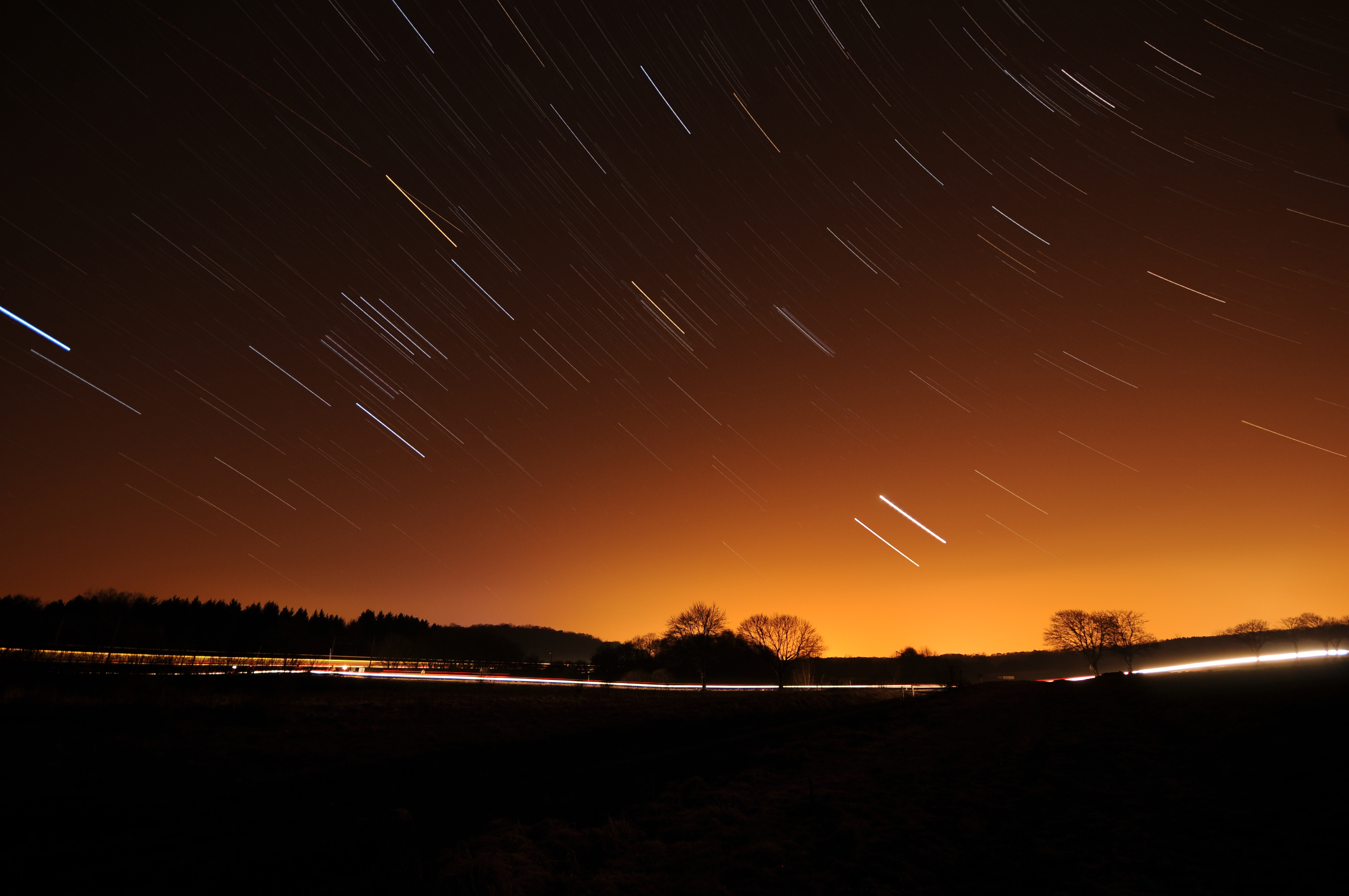
Star trails fotografiats mirant cap al nord-oest.
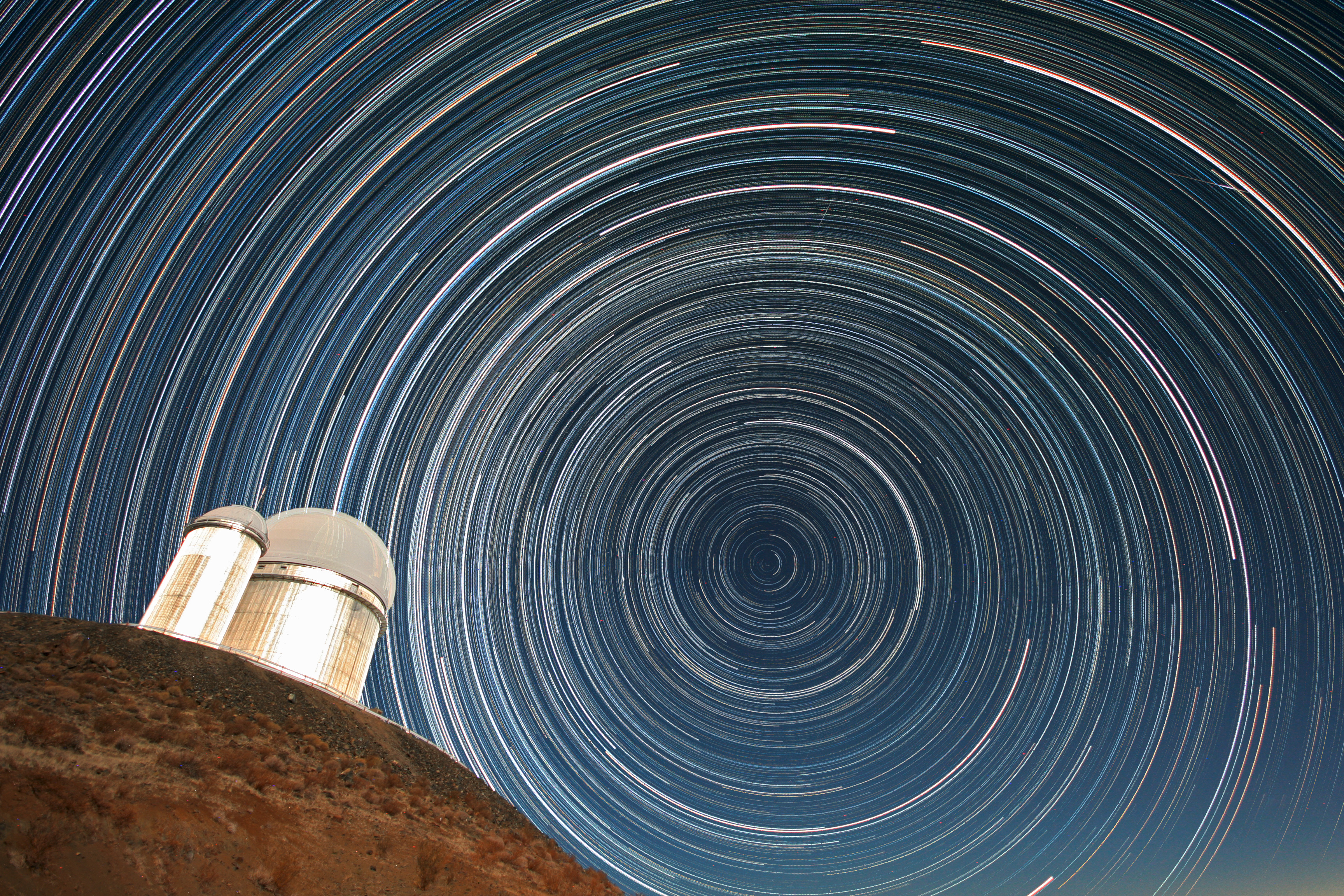
Sendes d'estrelles sobre el telescopi ESO 3.6 m.
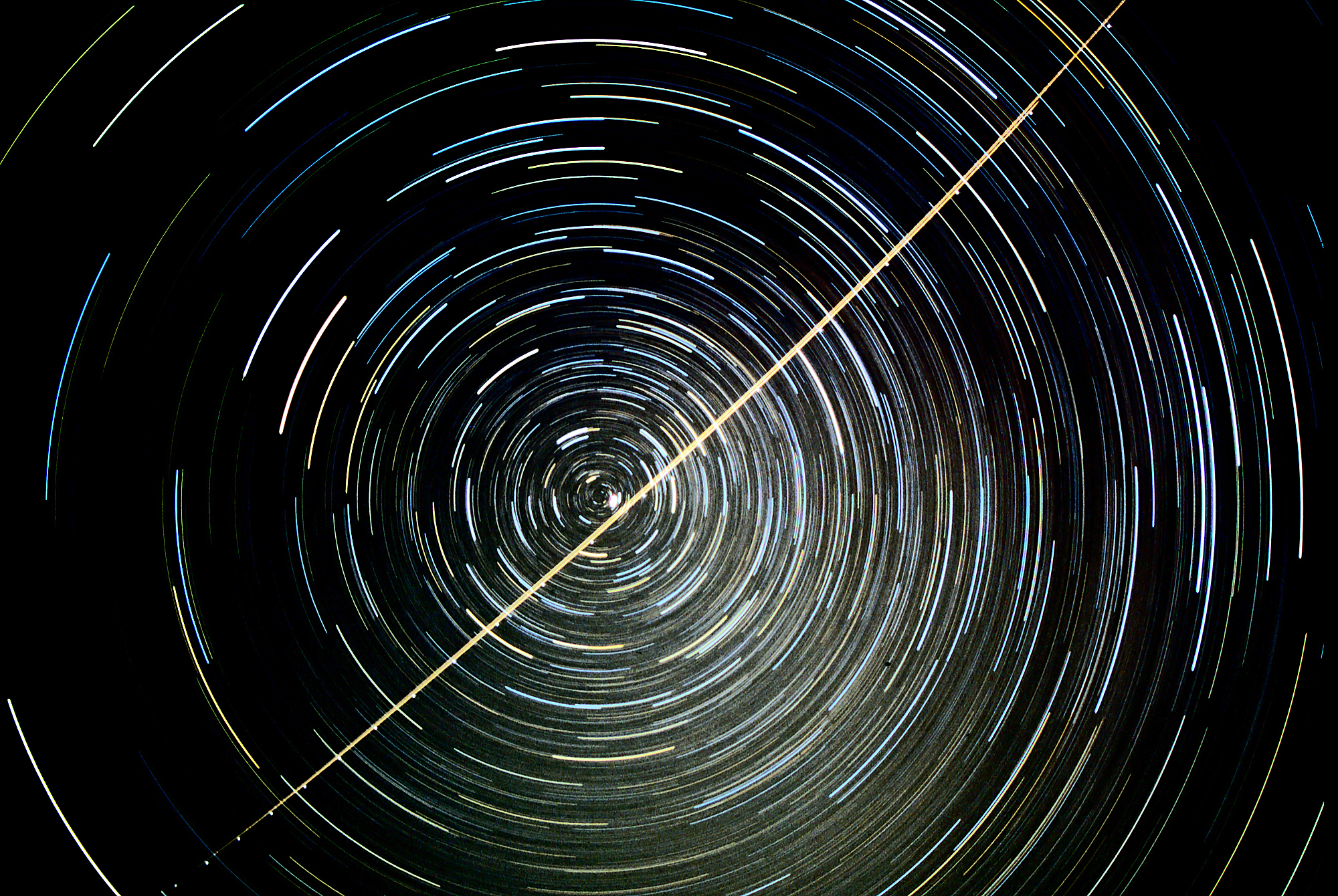
Una fotografia que mostra el moviment aparent de les estrelles al voltant del pol celeste nord; Polaris és l'estrella brillant a prop del pol, just por sobre de la pista de l'avió.
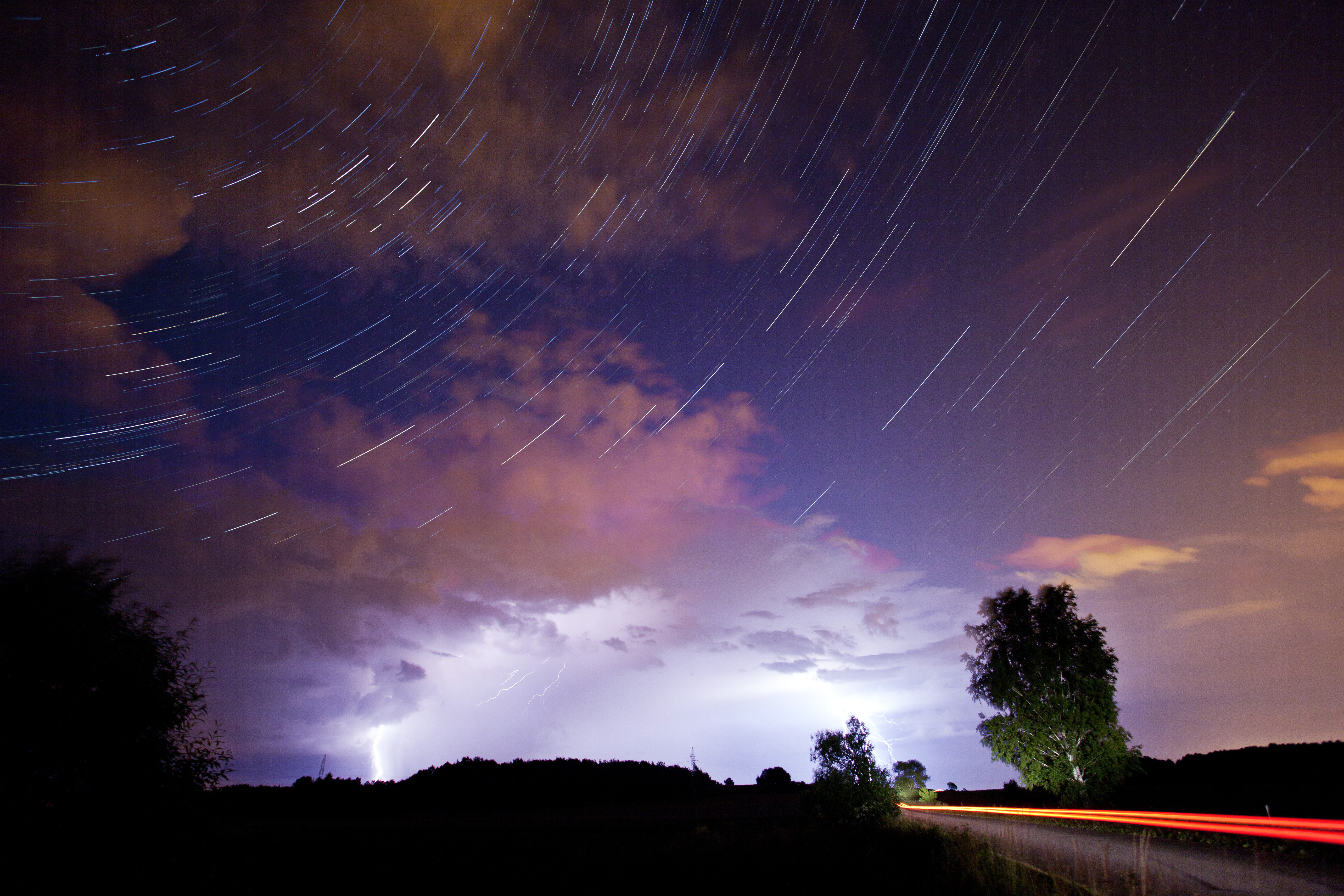
La constel·lació de Casiopea sobre una tempesta.
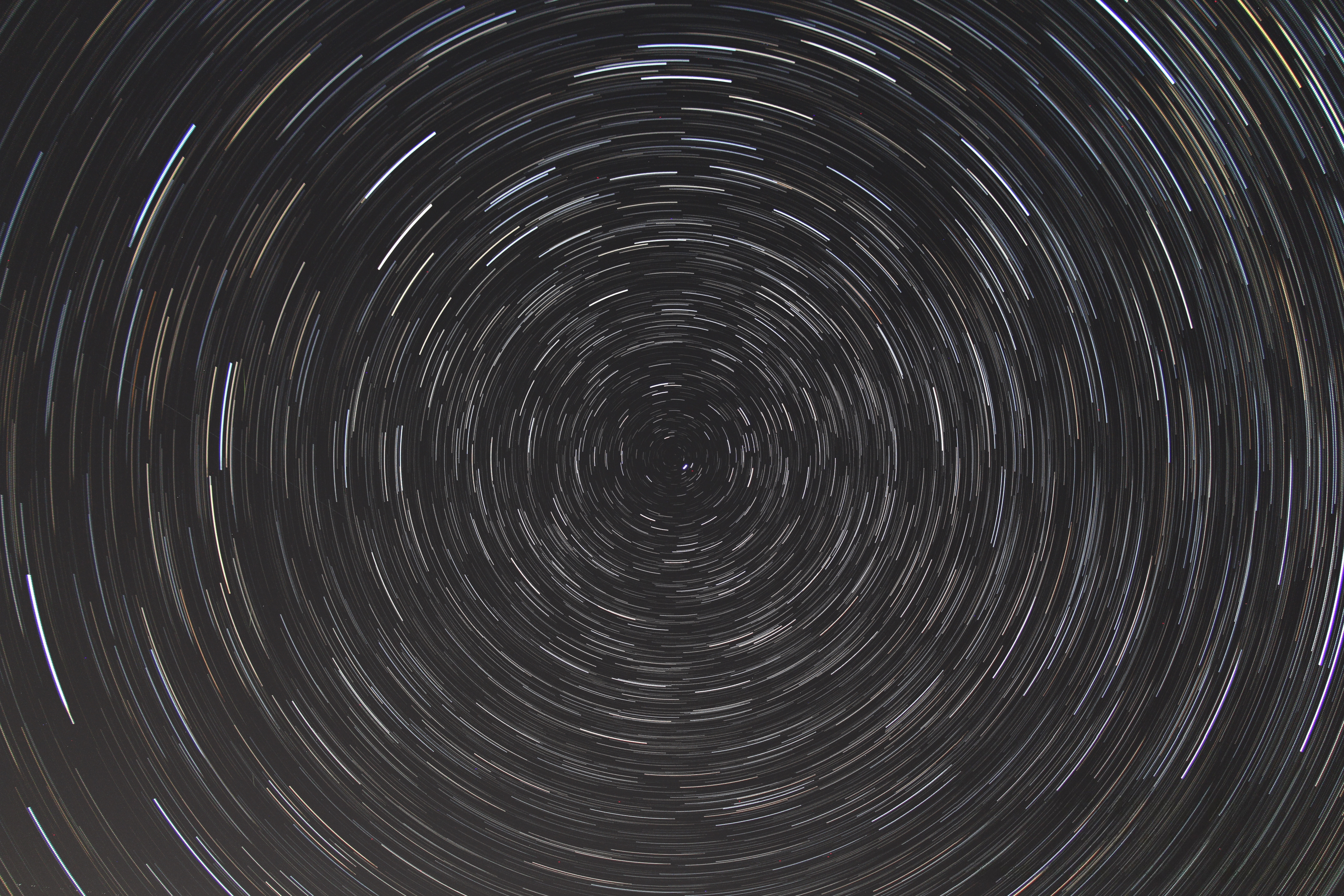
Star trail en Waterworks Prairie Park, Iowa.
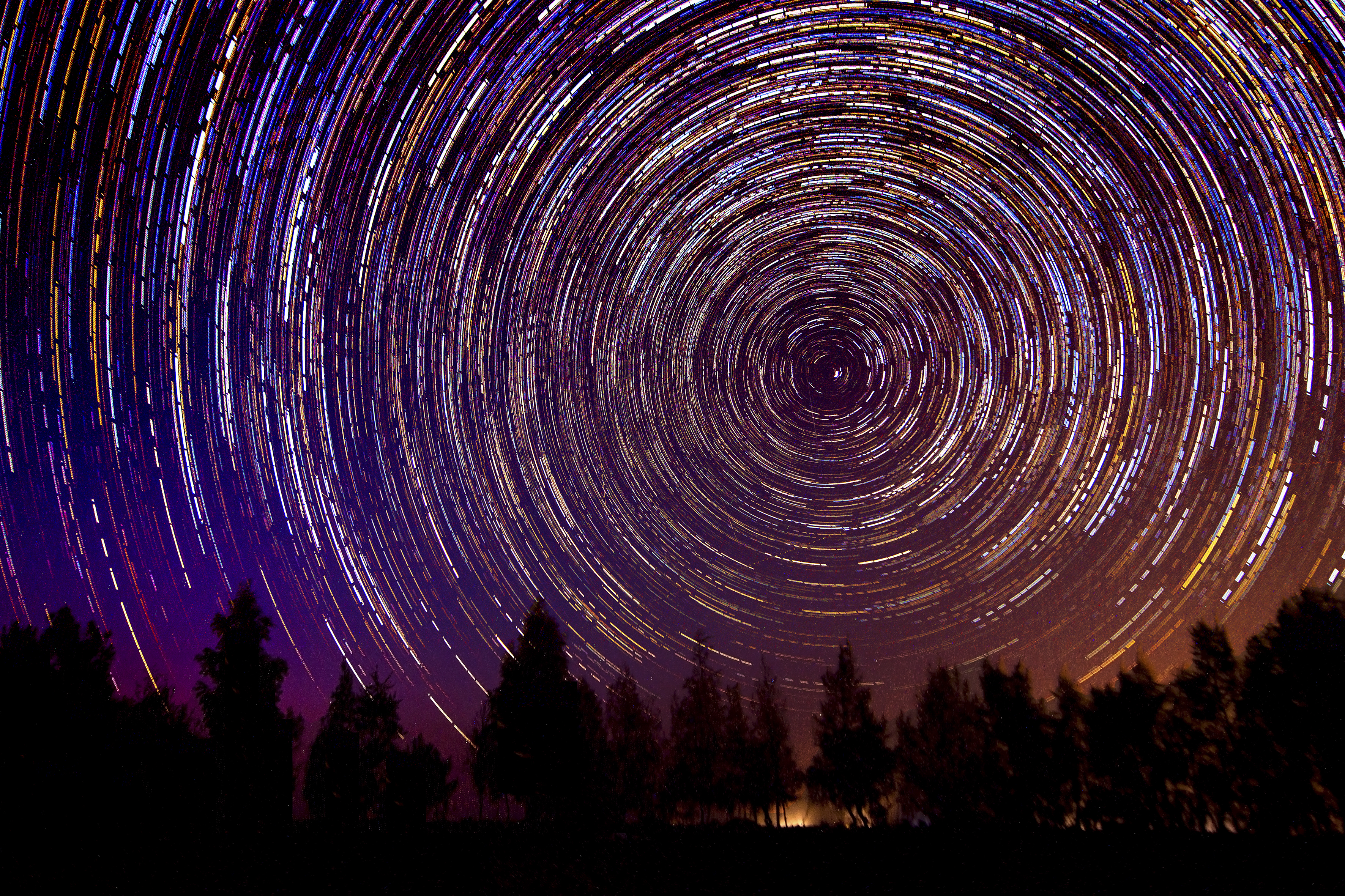
Rastre estel·lar a Fayún, Egipte.

### Sendes estel·lars captades des de la ISS

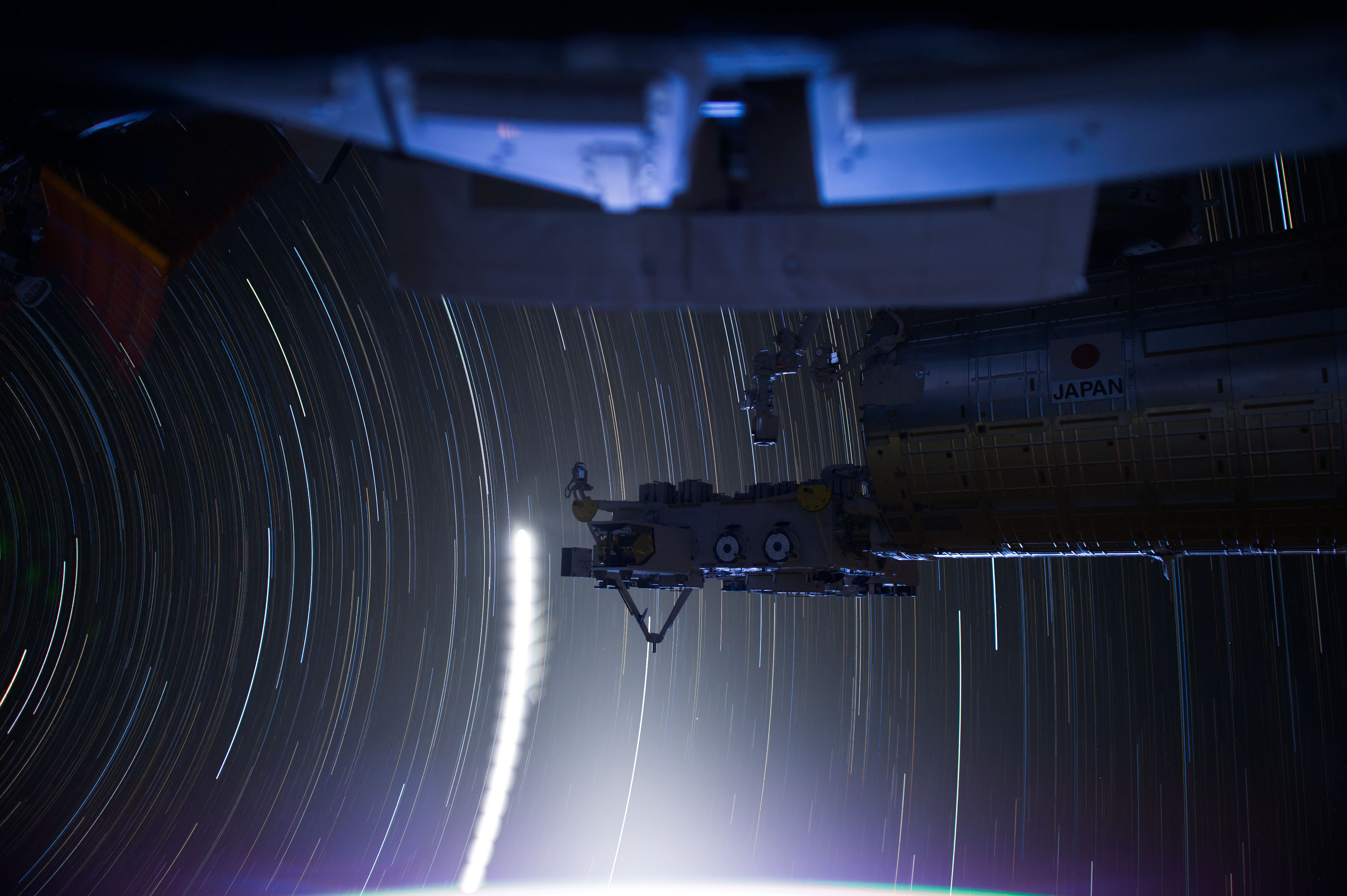
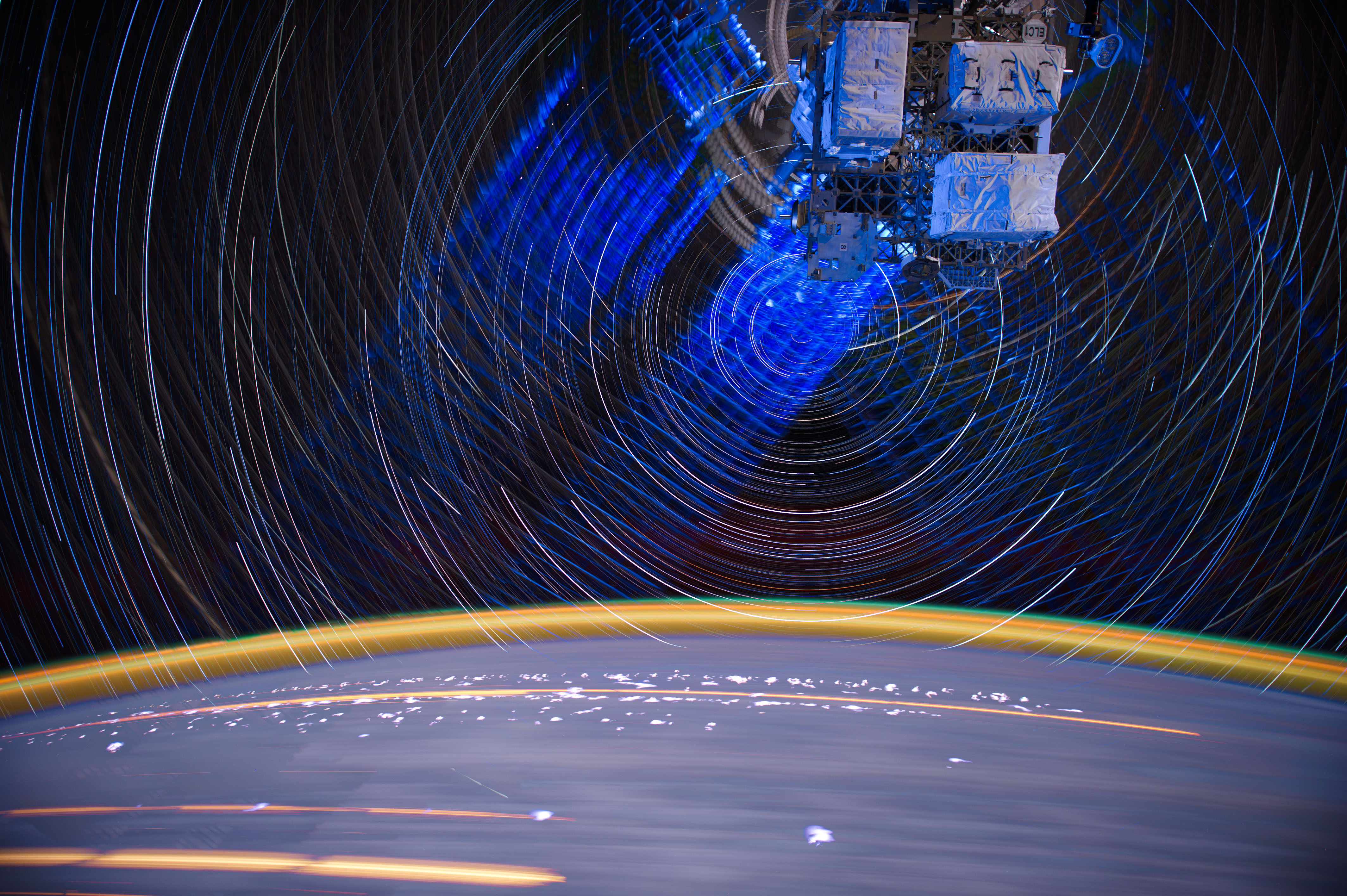
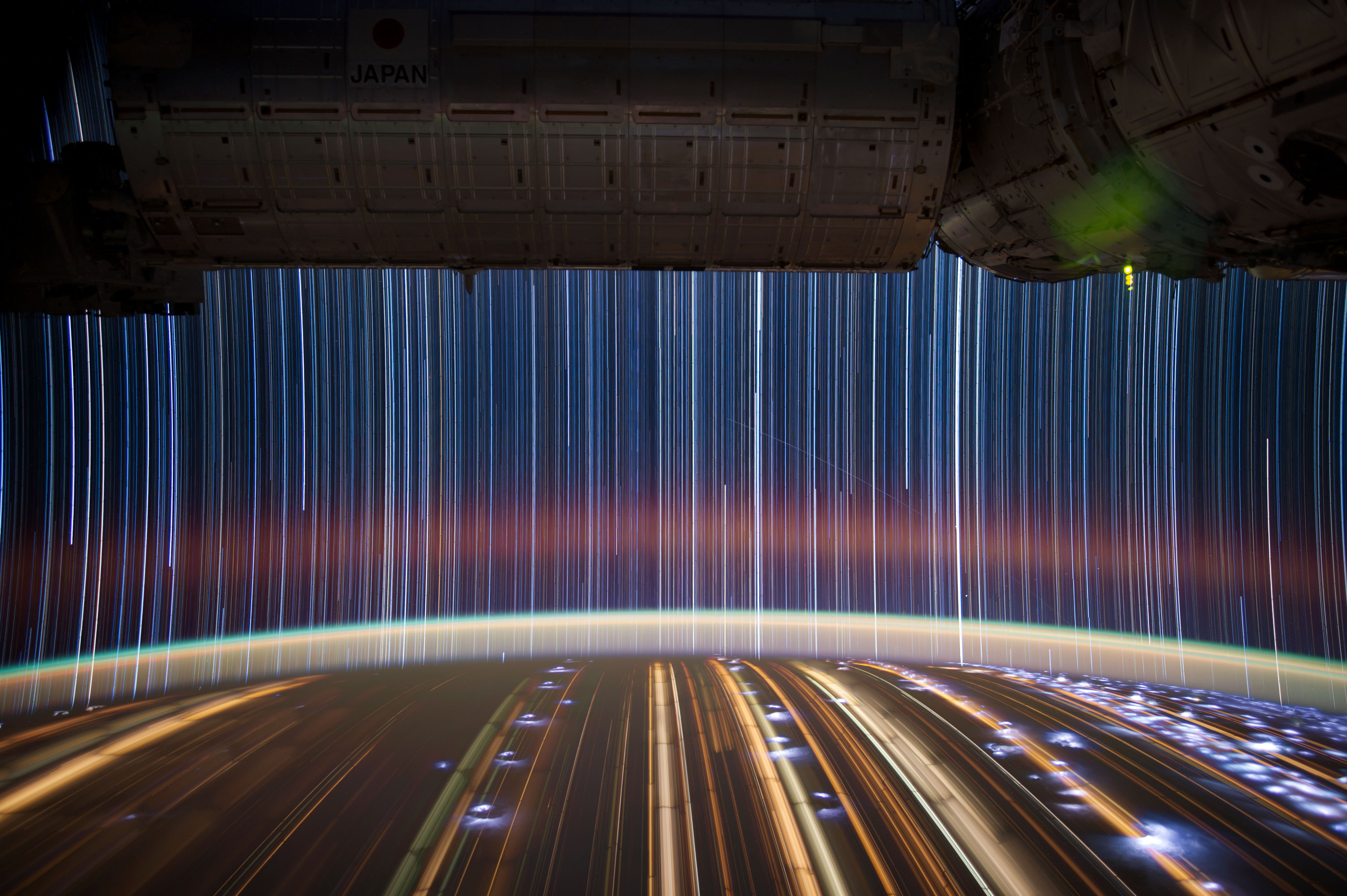
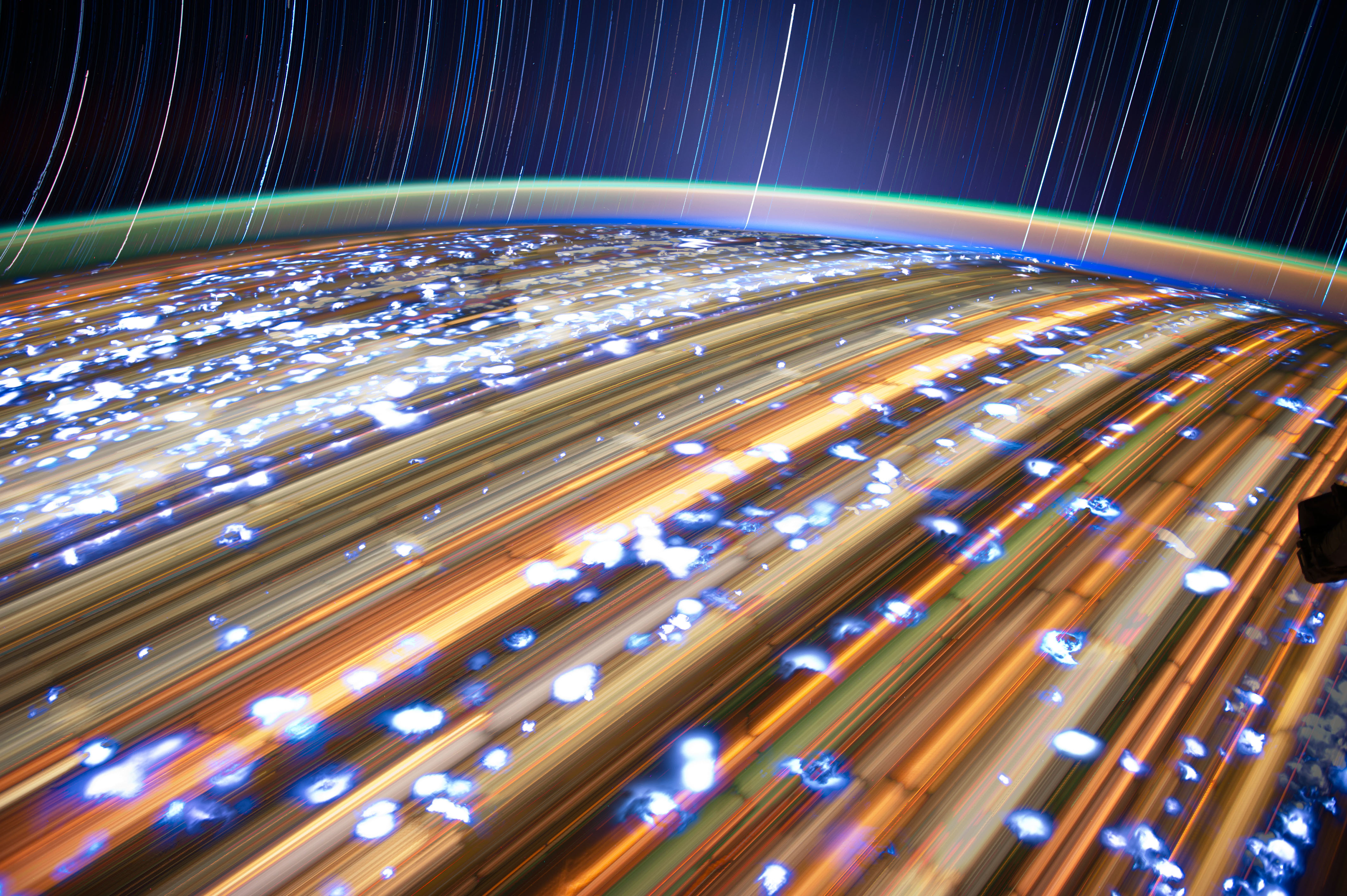
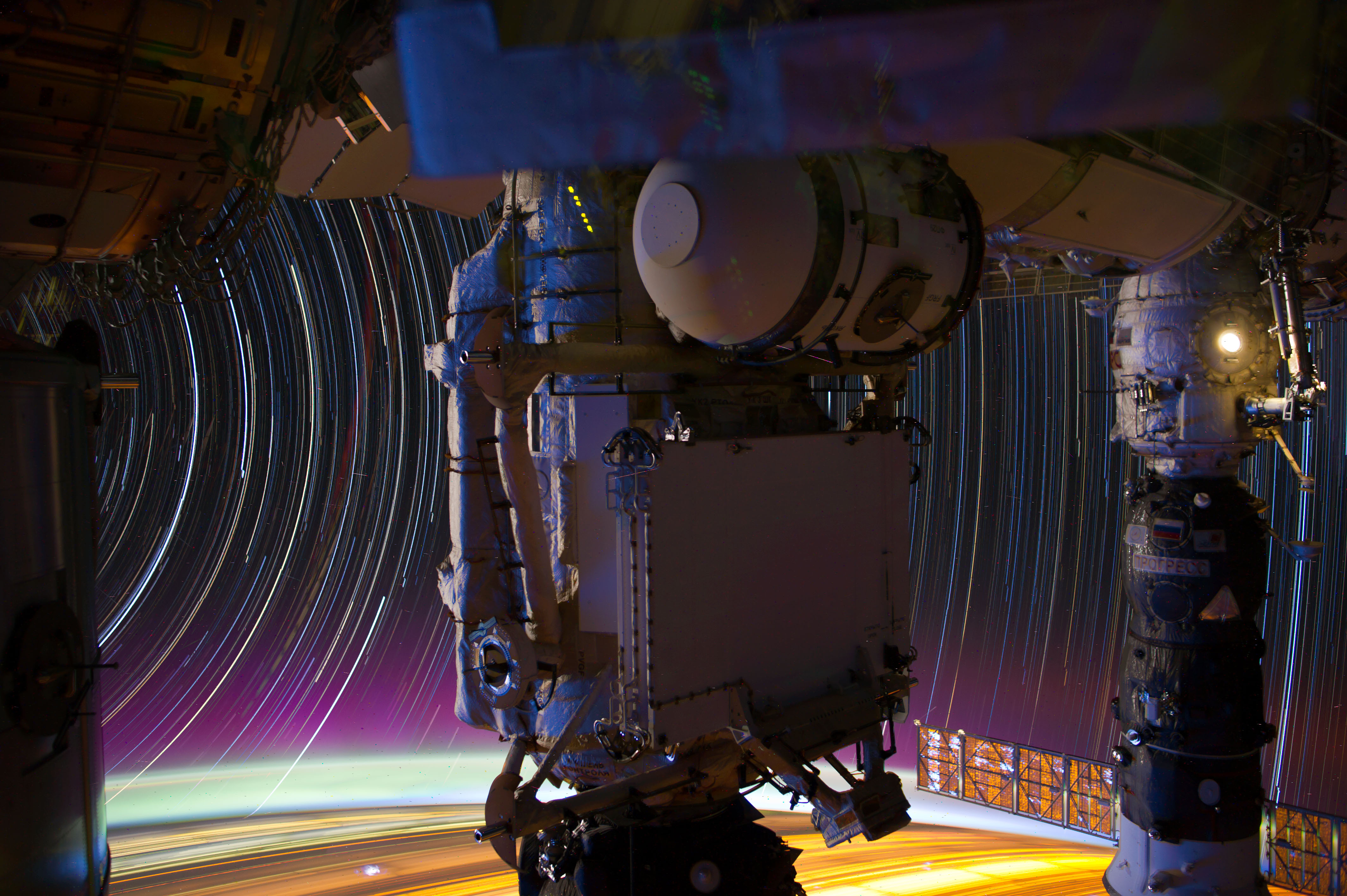
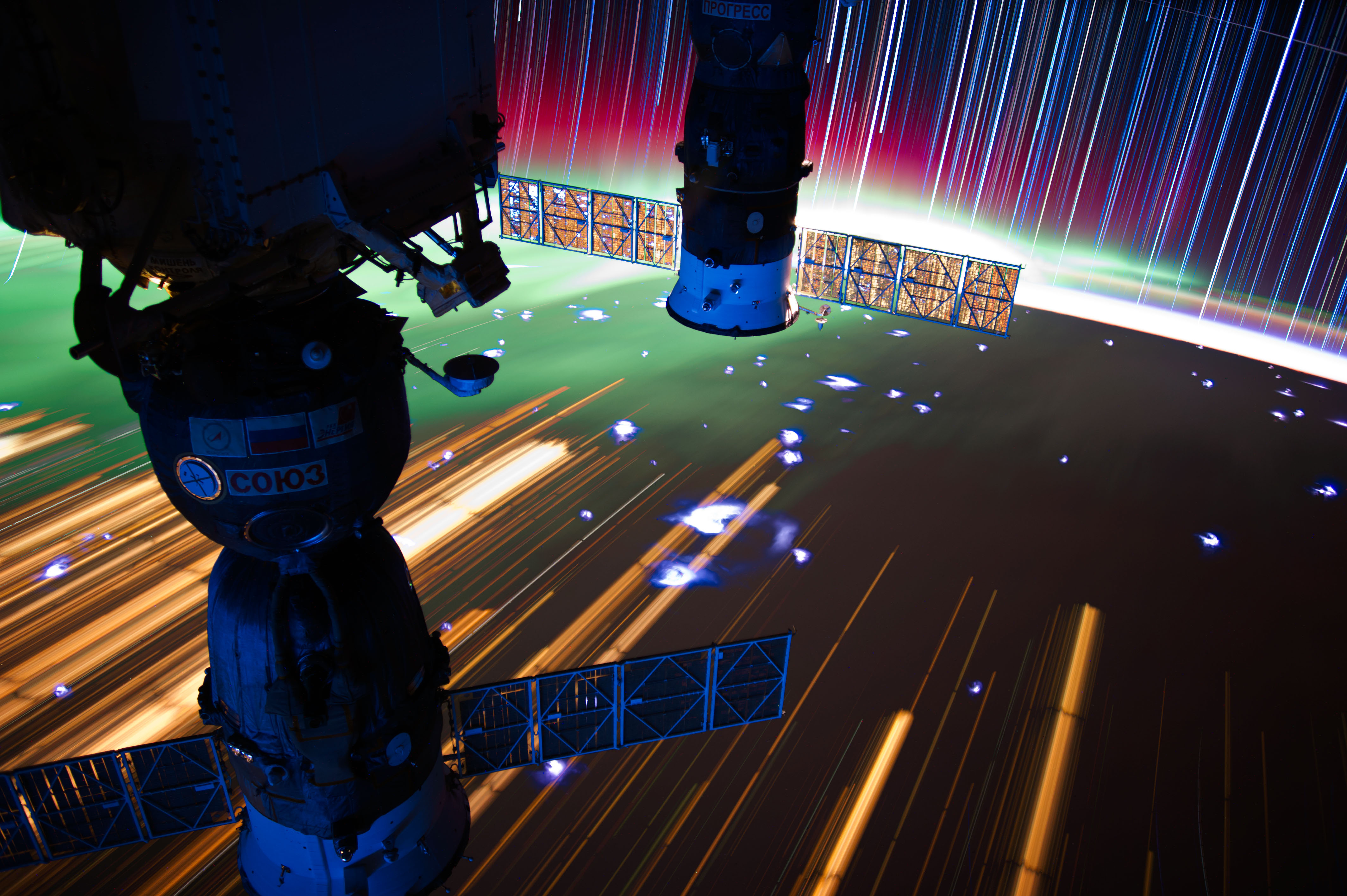